# Golias
Golias (em hebraico, גָּלְיָת), cujo nome significa "exilado", ou "adivinho", segundo a Bíblia teria sido um guerreiro de Gate (I Samuel 17:4) que media 2,92 metros (6 côvados e 1 palmo). Teria participado do episódio da batalha entre os filisteus e o povo de Israel, tendo sido, na ocasião, defrontado e morto por Davi.

## História
Segundo a narrativa do livro de I Samuel 17, Golias era um homem de grande estatura da cidade de Gate, e um soldado campeão dos filisteus. O texto massorético, que é o texto mais encontrado nas versões traduzidas da bíblia para o português, afirma que Golias tinha 6 côvados e um palmo, ou seja, entre 2,925 e 3,38 m, dependendo da equivalência utilizada para o côvado (entre 0,45 e 0,52 cm, sendo o palmo a metade do côvado), no entanto, os rolos do Mar Morto (século II a.C.), assim como o historiador Flávio Josefo e a Septuaginta afirmam que Golias possuía a altura de quatro côvados e um palmo, ou seja, entre 2,025 e 2,34 metros. Nas escrituras temos a descrição do tamanho da cama de Ogue, rei de Basã, que era  de 9 côvados, aproximadamente 4 metros de comprimento. Assim, não é possível afirmar que Golias é a pessoa mais alta de que se tem registros nas Escrituras. Ainda segundo Reis, no combate que teve contra David, usava uma cota de malha de bronze que pesava 5 000 ciclos (57 kg). Como Davi era um rapaz ainda, provavelmente só a cota de malha de Golias já atingia seu peso. Mas Davi ainda tinha que lutar com um guerreiro que carregava um grande escudo para proteção e uma lança, cuja ponta de ferro pesava 600 ciclos(6 quilogramas). Sua haste foi descrita na Bíblia como "eixo dos tecelões".
Pouco depois de Davi ter sido ungido por Samuel, os filisteus ajuntaram-se em Socó para uma guerra contra Israel, e então acamparam em Efes-Damim. Golias desafiava Israel em alta voz para apresentarem um homem que lutasse com ele em combate individual, o resultado determinaria qual o exército que se tornaria servo do outro. Seu desafio durou 40 dias. Mas no exército israelita não havia soldado com coragem suficiente de enfrentar Golias com seus 2,92 metros de altura, ainda mais sendo este um soldado mercenário, treinado e muito bem armado. Vistos pela grande estatura, os Enaquins eram recrutados para fazerem parte de exércitos de outros povos. A essa quadra da história, já não existiam gigantes verdadeiros, mas seus descendentes de menor estatura, inclusive o próprio Golias, que não é apresentado como "gigante", mas como homem de grande estatura, o que nos leva a crer que os judeus sabiam distinguir os antigos gigantes de estaturas provavelmente maiores.
Quando Davi soube do que estava acontecendo ficou indignado e aceitou o desafio do filisteu. A tentativa de Saul em colocar sua armadura em Davi não teve êxito, porque este nunca tinha usado aquele equipamento. Assim Davi foi armado apenas com a funda e algumas pedras lisas, que pegou em um rio próximo, ao encontro com Golias.

“Qual o membrudo e bárbaro Gigante,
  Do rei Saul, com causa, tão temido,
  Vendo o pastor inerme estar diante,
  Só de pedras e esforço apercebido,
  Com palavras soberbas o arrogante
  Despreza o fraco moço mal vestido,
  Que, rodeando a funda, o desengana
Quanto mais pode a Fé que a força humana!”

— Luís de Camões, Os Lusíadas (1572), Canto III est. 111
Invocando o nome de seus deuses para o mal contra Davi, Golias riu-se deste, perguntando-lhe se era por acaso um cão para que viesse a ele com cordas, referindo-se à funda que Davi usava. Davi respondeu: “Tu vens a mim com espada, e com lança, e com dardo, mas eu chego a ti com o nome de Javé dos Exércitos, o Deus das fileiras combatentes de Israel, de quem escarneceste.” Apressando-se, Davi pegou uma pedra e atirou com a funda, penetrando a testa de Golias. Não deve ter lhe matado instantaneamente, porque a Bíblia diz que quando Golias caiu com a face por terra, Davi apressou-se, pegou a espada do oponente e entregou-lhe à morte, "definitivamente", cortando-lhe a cabeça.
Quando viram seu campeão morto os filisteus fugiram, mas foram perseguidos e dizimados até sua cidade.
| “ | Davi tomou, então, a cabeça do filisteu e a levou a Jerusalém, e as armas do inimigo ele pôs na sua tenda. | ” |

## Geteu
Segundo a Bíblia existiu um geteu também chamado Golias, cujo nome muitas vezes é confundido com o famoso filisteu Golias, de Gate, o mesmo que Davi derrotou em batalha.
Este foi ferido em Gobe, por Elanã, filho de Jaaré-Oregim, o belemita por uma das pelejas contra os filisteus. Em outra guerra seu irmão Lami foi ferido em batalha por Elanã, filho de Jair.

## Arqueologia
Golias é a única pessoa cuja altura precisa está registrada na Bíblia. A altura de ninguém mais é registrada como uma métrica real.
Alguns textos antigos dizem que Golias tinha "quatro côvados e um palmo" − o que equivale a cerca de 2,38 metros − enquanto outros textos antigos afirmam que ele tinha "seis côvados e um palmo" − uma medida equivalente a cerca de 3,46 m. Essa certamente teria sido uma altura impressionante, já que a pessoa mais alta registrada nos tempos modernos foi Robert Wadlow, que tinha 2,72 m de altura, de acordo com o Guinness World Records.
Um estudo de 2016 de sítios arquitetônicos antigos em Israel, medindo os restos de inúmeras estruturas e observando medidas que parecem ser usadas com frequência, indica que um "côvado" na região era igual a 54 centímetros e um palmo era igual a 22 cm. A equipe escavou uma parede de fortificação de 7m de altura encontrada na parte norte da cidade baixa. A muralha foi construída no século X a.C., uma época em que os filisteus controlavam a cidade por ser sua capital. As fundações da parede de pedra mediam exatamente 2,38 m − quatro côvados e um palmo − de largura em todos os pontos ao longo dos 40 m de sua linha exposta por nossas escavações.
Dado que os autores da Bíblia provavelmente não tiveram acesso ao cadáver de Golias, isso deixa a questão de onde os escritores bíblicos teriam obtido a altura de Golias de "quatro côvados e um palmo". Portanto, é possível que os escritores estejam descrevendo metaforicamente o campeão [Golias] como sendo comparável ao tamanho e à força da muralha da capital dos filisteus − uma métrica que teria sido preservada por muitos séculos e seria conhecida por aqueles que conhecem Gate.